# Каменка (Новосибирский район)
Каменка — село в Новосибирском районе Новосибирской области. Входит в состав Каменского сельсовета.

## География
Площадь села — 209 гектаров.

## История

### XVIII век
В ревизской переписи 1745 года Каменка не указывается, но по данным Герхарда Миллера поселение существовало уже в 1734 году.
Среди ранних упоминаний деревни — жалоба за 1757 год десятника Кубавинской деревни К. Микиткиных в судную контору на жителя поселения («деревни Каменской разночинец Пётр Мингалев, пришед к тутошнему ж  жителю Василию Третьякову в дом, жену свою бил смертельно и велел ей на ногах своих чарки облизывать... и, ругаясь же, подол ей заворачивал на голову, да и всегда оную бьёт же и изгоняет»).
В исповедных росписях 1799 года указана вдова Прокопия Плотникова Евдокия Никифоровна Плотникова, возраст которой составлял 104 года, что противоречит данным исповедной росписи за 1802 год, где отмечено, что этой жительнице деревни лишь 84 года.

### XIX
26 феврале 1811 года Иван Тихонович Плотников стал восприемником сразу на двух крестинах — у Ивана Черепанова и Егора Плотникова, а на следующий день — на крестинах дочери Кондратия Плотникова.
30 февраля 1812 года скончались младенцы Яков Плотников и Дормидонт Бурков.
4 февраля 1819 года у жителя деревни Фёдора Фёдоровича Третьякова родился сын Фёдор, восприемниками которого стали родные брат и сестра отца ребёнка — Фёдор Фёдорович Третьяков и Параскева Фёдоровна Третьякова.
Период 1808—1842 годов отмечен частым рождением близнецов: 9 мая 1808 года жена Егора Плотникова родила Ивана и Феодосию, 26 февраля 1811 года в их семье вновь появились дети-близнецы — Тимофей и Евдонья, 16 мая 1810 года Дементий Денисов стал отцом Якова и Пелагеи, у Кондратия Третьякова появились дети Тарас и Евдокия (24 февраля 1814 года), у Семёна Черепанова — Семён и Ирина (17 апреля 1816 года), у Павла Черепанова — Павел и Иван (15 апреля 1821 года), у Лариона Третьякова — Симеон и Марья (4 сентября 1842 года).

### XXI век

#### Поджоги 2010-х годов
Во второй половине 2010-х годов в Каменке фиксировались частые поджоги. В 2015 году на одной из улиц населённого пункта всего за один месяц огонь повредил семь строений — дома и хозяйственные сооружения. Жители предположили, что возгорания были связаны с начавшимися рядом строительными работами, однако в управлении МВД по Новосибирской области на тот момент не смогли подтвердить факты поджогов. Год спустя в селе вновь начались пожары. В августе 2018 года за одну неделю пострадали два земельных участка, на одном из них пламенем была повреждена кровля дома, пристройки, сарая и бани, на другом — полностью уничтожена баня; 27 августа загорелись постройки ещё на одном участке. Все три случая оказались поджогами — на месте пожаров были обнаружены следы горючих веществ. В этом же году произошёл очередной поджог — огнём был уничтожен дом большой семьи. Полиция возбудила 19 уголовных дел. Первое время пожары концентрировались в основном на Полевой улице, расположенной возле участка строящегося жилого комплекса «Олимпийской славы», кроме того, два возгорания произошли на Каменской, ещё несколько — на других улицах, в 2018 году очередь подошла к повороту с Полевой на улицу Нижний Салаир. Некоторые из жильцов пострадали от пожаров два и три раза. Полиция и жители организовывали на территории Каменки патрулирование. Всего произошло более 50 возгораний.

## Население
| 2002 | 2007  | 2010  | 2021  |
| ---- | ----- | ----- | ----- |
| 1860 | ↗1955 | ↗2153 | ↗6545 |

## Инфраструктура
В селе по данным на 2007 год функционирует 1 учреждение здравоохранения.

## Транспорт
Маршруты автобусов № 113 и № 203 обеспечивают транспортную связь между микрорайоном Близкий, Каменкой, посёлком Восход и Дзержинским районом Новосибирска; маршрутное такси № 399 идёт от микрорайона Близкий, далее — через Каменку, посёлок Восход, Дзержинский, Калининский и Заельцовский районы Новосибирска.
Остановки общественного транспорта: «д. Каменка», «Кладбище», «Магазин», «Медпункт», «Поселковый совет», «Набережная».

### Дорожные заторы при въезде в Новосибирск
В связи с ростом населения как в самом селе, так и в расположенных рядом новых посёлках («Чкаловские просторы», «Гармония», «Близкий» и «Скандинавия») увеличилась транспортная нагрузка на проспект Дзержинского, при въезде в Новосибирск начали возникать дорожные заторы из-за транспортного потока, идущего из Каменки.

## Известные уроженцы
- Пётр Кириллович Поздеев (1924—1998) — участник Великой Отечественной войны, Герой Советского Союза (1943).
- Анатолий Александрович Пятков (1919—1982) — советский художник, член Союза художников СССР (1956).